# همه راه‌ها به رم ختم می‌شوند
همه راه‌ها به رم ختم می‌شوند (انگلیسی: All Roads Lead to Rome) یک کمدی رمانتیک با هنرنمایی سارا جسیکا پارکر و کلودیا کاردیناله است که در سال ۲۰۱۵ منتشر شد. برنامه‌ریزی برای ساخت این فیلم از اکتبر ۲۰۱۴ شروع شده بود و فیلم‌برداری از بیستم همان ماه در رم آغاز شد.

## گزیدهٔ بازیگران
- سارا جسیکا پارکر
- رائول بووا
- کلودیا کاردیناله
- رزی دی
- پاز وگا
- روسیو مونیوس مورالس